# Redjuice
redjuice, aussi connu sous le nom しる (shiru), est un illustrateur membre du groupe de dōjin Supercell. redjuice est notamment connu pour son illustration sur la chanson World is Mine (ワールドイズマイン, Wārudo izu Main). Il a aussi travaillé pour le groupe de dōjin livetune. redjuice a débuté en tant que professionnel en 2007.

## Travaux

### Chansons
- CD de GAINGAUGE : DIZZY in ass-ault empire
- Chanson de Supercell : World is Mine (ワールドイズマイン, Wārudo izu Main?)
- CD de livetune : Re:package
- CD de livetune : Re:MIKUS
- CD de REDALiCE : CRIMSON HARDCORE
- CD de supercell sayonara memories
- CD de Exit Tunes :  PRESENTS Supernova2）
- CD de ClariS
- CD de Exit Tunes : EXIT TUNES PRESENTS Vocaloanthems feat.初音ミク
- Album de Supercell : Today Is A Beautiful Day
- CD de 長谷敏司 : BEATLESS
- CD de グッドスマイルレーシング : 初音ミク
- CD de Supercell : My Dearest
- CD de Supercell : Departures 〜あなたにおくるアイの歌〜

### Light novel
- Loups=Garous (ルー=ガルー Rū=Garū?)
- Makai Tantei Meiōsei Ō: Hōmā No Eichi
- Wiek le Final
- Guilty Crown: Requiem Code.

### Jeux vidéo
- Hatsune Miku: Project DIVA - Diverses illustrations et design des costumes
- Hatsune Miku: Project DIVA 2nd - Diverses illustrations et design des costumes
- LORD of VERMILION - Illustration d'une carte collector
- Hanasaku Mani Mani - Design des personnages
- Fate/Grand Order - Design des personnages Odysseus et Europa

### Anime
- Guilty Crown - Character design, Future visual, Item design[3]
- Boku wa Tomodachi ga Sukunai - Illustration à la fin de l'épisode 6

### Visual novel
- BEATLESS [Dystopia]